# (32835) 1992 EO5
1992 EO5 (asteroide 32835) é um asteroide da cintura principal. Possui uma excentricidade de 0.14603760 e uma inclinação de 7.81976º.
Este asteroide foi descoberto no dia 1 de março de 1992 por UESAC em La Silla.